# 大戦略WEB
『大戦略WEB』（だいせんりゃくウェブ）はハンゲーム・Yahoo!モバゲーで提供されているシステムソフト・アルファーとNHN Japanが共同開発したオンラインシミュレーションゲームであった。ブラウザゲーム（要Adobe Flash Player）であり、専用クライアントのダウンロードは不要。基本料金は無料。2020年に公式にサービスを終了した。

## 概要
大戦略シリーズの一つ。PMCのオーナーとして、自分の基地を成長させながら、NPCであるテロリストや他のプレイヤーと戦い、ポイントを競う。
プレイヤーがログアウトしている間にもゲームは進行し、レポートなどで結果が報告される。

### リセット
ハンゲームのエキスパートワールド、およびYahoo!モバゲーの各ワールドでは定期イベント「大決戦」の終了後にワールドがリセットされる場合がある。リセット後は一部のデータを引き継いでリスタートする。また、スタンダードワールドでは、長期未ログインアカウントの削除が行われる場合があり、一部データを除いて全てが削除される。

## ゲームシステム

### 契約国
プレイヤーはプレイ開始後に契約国を1つ決める。契約国にはJP国、US国、RS国、EU国、ME国、CN国、KR国があり、それぞれ開発できる兵器が異なる。

### 基地
スタート時の基地はメイン基地として位置づけられ、占領されることはない。基地の規模が大きくなると、マップ上の任意の空白地にサブ基地を建設できる。サブ基地は耐久度が設定されており、攻撃を受けると耐久度が減少し、耐久度がゼロになると占領される。サブ基地の耐久度は回復する。　サブ基地を解体等するには本部を空き地にすればできる

#### 施設
資源の生産量や貯蔵量を増やしたり、士官の雇用、育成などができる施設が用意されている。建設には一定の時間を要するが、レアメタルを使うことで即時完了できる。
すでに施設を建設している場合に次の施設を建設すると、建設予約という形になる。通常は建設中の施設と建設予約している施設の2つしか並行して建設できないが、建設枠の拡大をレアメタルで購入することで予約枠を増やすことができる。

### 資源
兵器生産、施設のレベルアップなどに使われる。鉄・油・人・金の時間経過で増加する資源と課金アイテムであるレアメタルの5つがある。レアメタル以外の4つの資源はそれぞれ生産施設と備蓄施設があり、レベルを上げることで生産量および備蓄量を増加できる。また、基地内の本部より1日1回金の受領が可能（本部の規模が大きいほど金額は増える）。
貿易事務所を建設すると、余剰資源を他のプレイヤーとトレードできる。
レアメタルは施設建設枠の増加、資源の購入、資源の分配などに使用され、プレイ進行を有利にできる。

### 資源地
マップ上にある資源地を占領すると、資源の取得量が増加する。「鉄鉱採取地」、「油田」、「都市」（それぞれ小、中、大。油田のみ海底油田がある）がある。
サブ基地と同様に、資源地が他のプレイヤーに攻撃されると、占領耐久度が減少する。占領耐久度が0になると占領される。
サブ基地と違い占領耐久度は回復しない。

### マップ
地図上には他のプレイヤーの基地やテロリスト・海賊の他に鉄鉱採取地や油田、都市などが散在する。基地や資源地は座標で表示される。
スタンダードサーバーでは大戦略webオリジナルでのマップでプレイとなるが、エキスパートサーバーでは北アフリカからヨーロッパ、中東にかけてをイメージしたマップでのプレイとなる。

### 兵器
陸兵器工場（戦車、装甲車）、空兵器工場（戦闘機、ヘリコプター）、海兵器工場（軍艦、潜水艦）を建設すると生産できる。生産に必要なコスト、時間は種類によって異なる。
兵器を生産するためにはライセンスが必要であり、研究所で研究することでライセンスを入手できる。契約国によって生産できる兵器のライセンスが予め決まっているが、資源とのトレードで他国のライセンスを取得すれば、他国の兵器も生産できるようになる。また、「ブローカー」を使い、資源やレアメタル、特殊なチケットやメダルを支払うことで入手できる場合もある。
兵器には各兵種に対する相性と射程が設定されており、射程外の兵器には攻撃できない。
長射程兵器は後衛から後衛を攻撃することが出来るが
前衛に配置すれば（対地のみ）敵部隊が壊滅しなくても直接基地の施設を攻撃できる

### 士官
士官は、基地や戦闘での重要な役割がある。一つは施設に配属すると施設の能力が増大するが、士官の知力によって能力増大量が変化する。もう一つは発令所に配属すると部隊を編成したり、部隊の能力を増大させる事ができるが、士官の戦闘力によって能力増大量が変化する。なお、士官の入手方法は人事部で雇用したり、運営からのプレゼントであったりする。

## レアメタル
このゲーム内でのみ使用できる課金用マネーで、初めに200だけ支給される。ハンコインで購入する場合のレートは1レアメタル=2.5円。一度に多くのレアメタルを購入すると、特典として兵器チケットを入手する。

## トレード
トレードは貿易事務所を建設すればおこなえる。トレードでは他プレイヤーと資源やライセンスを交換することができる。

## コラボレーション
- ウイダーinゼリー
- ゴルゴ13 - 使用期限付き兵器としてゴルゴ13が登場した。
- エクスペンダブルズ
- スペシャルフォース - 同ゲームの登場人物が士官としてプレゼントされた。
- ストライクウィッチーズ - 同作品の登場人物である宮藤芳佳が士官として使用可能になるミッション、および他の登場人物も士官として使用可能になるチケットの販売が行われた。
- うぽって!!
- サクラ大戦
- 鬼武者Soul
- ビビッドレッド・オペレーション - 一色あかねをはじめとする主要キャラクターが士官として登場。特別ミッションなどが登場した。
- 宇宙戦艦ヤマト2199
- 大正野球娘。
- 人力舎 - 所属する芸人が士官として登場。
- 紺碧の艦隊×旭日の艦隊
- 蒼き鋼のアルペジオ
- ヨルムンガンド
- PSYCHO-PASS サイコパス 2
- ブレイクブレイド
- 天元突破グレンラガン
- LAST EXILE
- ラストエグザイル-銀翼のファム-
- 超次元ゲイム ネプテューヌ